# خرگوش کرسیکایی
خرگوش کُرسیکایی یا خرگوش ایتالیایی (نام علمی: Lepus corsicanus)، که همچنین به عنوان خرگوش آپنین نیز شناخته می‌شود، گونه‌ای خرگوش است که در جنوب ایتالیا، ایتالیا مرکزی و کُرس یافت می‌شود.